# Vararanes I
Vararanes I ou Baram/Bahram I (? -276) foi um rei do Império Sassânida (ساسانیان em persa). Reinou desde 273 até 276. Foi antecedido por seu pai Hormisda I, reinou por três anos, e foi sucedido por Vararanes II. Durante os três anos do seu reinado, houve paz com o Império Romano.

## Nome
Vararanes ou Veramo (Veramus) são as formas latinas dos teofóricos persa médios Vararã (𐭥𐭫𐭧𐭫𐭠𐭭, Waraḥrān) e Varã (𐭥𐭠𐭧𐭫𐭠𐭬, Waḥrām), que aludem a Veretragna (𐬬𐬆𐬭𐬆𐬚𐬭𐬀𐬖𐬥𐬀, vərəθraγna), o deus iraniano da vitória. Foi registrado em armênio como Varã (Վահրամ, Vahram), Verã (Վռամ Vṙām) e Vaã (Վահան, Vahan; assumida como uma forma abreviada de Vaagênio, a forma armênia do deus Veretragna), em grego como Boanes (Βοάνης, Boánēs), Baanes (Βαάνης, Baánēs), Baranes (Βαράνης, Baránēs), Baânio (Βαάνιος, Baánios), Uarrames / Varrames (Ουαρράμης, Ouarrámēs), Barã (Βάραμ, Báram), Baramo (Βάραμος, Báramos) e Baram(a)anes (Βαραμ(a)άνης, Baram(a)ánēs), em georgiano como Barã (ბარამ, Baram) e em persa novo como Barã (بهرام, Bahrām).